# Epidendrum tovarense
Epidendrum tovarense är en orkidéart som beskrevs av Heinrich Gustav Reichenbach. Epidendrum tovarense ingår i släktet Epidendrum och familjen orkidéer. Inga underarter finns listade i Catalogue of Life.